# The Loner: Nils Sings Neil
The Loner: Nils Sings Neil är ett album av Nils Lofgren, utgivet 2008. Lofgren framför på albumet sånger av Neil Young, ackompanjerad av akustisk gitarr och piano. Lofgren har tidigare spelat med Young på flera av dennes album och turnéer.
På albumet anges David Briggs som producent jämte Lofgren. Briggs producerade de skivor av Young som Lofgren medverkade på, liksom Lofgrens tidiga soloalbum. Han avled 1995 och var således inte direkt inblandad i The Loner. Lofgren har sagt att han producerade albumet "genom Davids ögon", och därför angav honom som medproducent.

## Låtlista
1. "Birds" - 3:51
2. "Long May You Run" - 3:22
3. "Flying on the Ground" - 3:20
4. "I Am a Child" - 3:14
5. "Only Love Can Break Your Heart" - 3:41
6. "Harvest Moon" - 5:35
7. "Like a Hurricane" - 3:59
8. "The Loner" - 4:22
9. "Don't Be Denied" - 6:08
10. "World on a String" - 3:18
11. "Mr. Soul" - 4:23
12. "Winterlong" - 3:20
13. "On the Way Home" - 3:49
14. "Wonderin'" - 2:15
15. "Don't Cry No Tears" - 2:40